# Batalla de Valenciennes (1656)
La batalla de Valenciennes (16 de julio de 1656) fue una batalla entre el Reino de Francia y el Imperio español ocurrida cerca de Valenciennes durante los últimos años de la guerra franco-española. Los españoles estaban comandados por Luis de Condé y Juan José de Austria, y los franceses por el vizconde de Turenne, Enrique de la Tour d'Auvergne-Bouillon. Fue una de las últimas grandes victorias españolas del siglo XVII. También, una de las pocas derrotas de ese mariscal francés.

## Desarrollo
El 18 de mayo de 1656 el ejército francés al mando de Turena comenzó el cerco de la estratégica plaza fuerte de Valenciennes (actual Francia), defendida por una guarnición española al mando de Francisco de Meneses. El bien organizado asedio desgastó poco a poco a los defensores. A finales de junio, el nuevo gobernador de los Países Bajos, Juan José de Austria, decidió acudir en auxilio de Valenciennes, cuya situación empezaba a ser insostenible.
El ejército francés, formado por 115 escuadrones de caballería y 31 batallones de infantería, estaba repartido en dos divisiones a ambas orillas del río Escalda, una al mando de Turena y la otra al de la Ferté, con los problemas de comunicación que ello implicaba.
La noche del sábado 15 de julio, cuando la plaza estaba a punto de rendirse, apareció el ejército español, formado por 81 escuadrones de caballería y 27 batallones de infantería. El ejército de don Juan se atrincheró a una legua del enemigo, preparándose para la ofensiva. Se dispusieron cuatro ataques:
- La infantería española e irlandesa, comandada por don Juan y el marqués de Caracena.
- Las «naciones» a cargo del Príncipe de Ligne, general de la caballería.
- Las tropas de Condé con él mismo y el duque de Wurtemberg.
- Las fuerzas nuevas, al frente de las cuales estaría el conde de Marsín.

Condé cayó sobre el sector a cargo del mariscal de la Ferté con tal sorpresa y vigor que destrozó la resistencia francesa. Juan José de Austria destacó por su valiente actuación, liderando una brillante carga sobre el campamento francés.
Turena rechazó un falso ataque de 4000 españoles sobre su campamento y acudió en ayuda de la Ferté, pero fue inútil, por lo que se vio obligado a levantar el sitio y huir precipitadamente a Quesnoy, donde reorganizó sus fuerzas. Los españoles capturaron a 77 oficiales franceses -incluido el mariscal la Ferté, lugarteniente de Turena- y 1200 soldados, así como su bagaje y todas sus provisiones, incluyendo un tren de asedio de 50 cañones y la correspondencia de los mandos franceses con su Corte, lo que permitió conocer el alcance de sus fuerzas. De la división de la Ferté, tan solo lograron escapar 2000 hombres, tras tirar sus armas y huir en desbandada.

## Consecuencias
El éxito español en el asedio de Pavía en 1655 y la victoria en Valenciennes contribuyó a elevar enormemente la moral de los tercios españoles, produciendo en Europa «uno de aquellos estremecimientos que solía dar España en tiempos más afortunados», valorándose especialmente el triunfo por la superioridad de los efectivos franceses. Felipe IV ordenó acuñar una medalla de oro para conmemorar la victoria, y se la mandó a Condé junto con un sable de caballería del mismo metal.
Sin embargo, los franceses supieron reaccionar, y, conscientes de su superioridad, no se dejaron amilanar. Turena reconstruyó rápidamente sus fuerzas y reemprendió la campaña. La victoria española resultó finalmente contraproducente: a causa de la debilidad de las fuerzas españolas no pudo aprovecharse adecuadamente, e hizo fracasar las negociaciones de paz entre Francia y España, puesto que la Corte de Madrid, animada por el éxito de sus armas, se negó a las exigencias francesas. De tal modo, la guerra se alargó hasta 1659, cuando la posición ventajosa de España ya había desaparecido, viéndose obligada a firmar el Tratado de los Pirineos.